# Wobine Buijs-Glaudemans

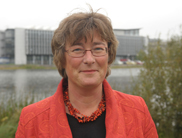
Wobine
Buijs-Glaudemans

W.J.L. (Wobine) Buijs-Glaudemans (* 8. August 1960 in Tilburg) ist eine niederländische Politikerin der Volkspartij voor Vrijheid en Democratie (VVD).

## Leben
Buijs-Glaudemans absolvierte ein Studium in Rotterdam, das sie mit dem Master of Business Administration abschloss. Danach war sie im Bildungssektor tätig, unter anderem als Direktorin der Academie voor Marketing and Business Management der Avans Hogeschool in Breda. Von 2003 bis 2007 war sie Mitglied des Parlaments der Provinz Noord-Brabant. Im Jahr 2011 wurde sie Bürgermeisterin der Gemeinde Oss.
Buijs-Glaudemans ist verheiratet und Mutter von drei Kindern.

## Belege
- Wobine Buijs-Glaudemans voorgedragen in Oss. In: burgemeesters.nl. Nederlands Genootschap van Burgemeesters (niederländisch).
- Wobine Buijs-Glaudemans nieuwe burgemeester Oss. In: BD. De Persgroep Nederland, 27. Juni 2011 (niederländisch).

| Personendaten    | Personendaten                     |
| ---------------- | --------------------------------- |
| NAME             | Buijs-Glaudemans, Wobine          |
| ALTERNATIVNAMEN  | Buijs-Glaudemans, W.J.L.          |
| KURZBESCHREIBUNG | niederländische Politikerin (VVD) |
| GEBURTSDATUM     | 8. August 1960                    |
| GEBURTSORT       | Tilburg                           |